# The Cosmos Rocks
The Cosmos Rocks je album skupiny Queen, vytvořené ve spolupráci se zpěvákem Paulem Rodgersem.
Ačkoliv tato deska je minulým velice málo podobná, přesto byla zařazena do oficiální řady desek skupiny Queen. Z původních členů zůstali Brian May, Roger Taylor, zesnulého Freddie Mercuryho nahradil Paul Rodgers. Album je věnováno Freddiemu Mercurymu.

## Skladby
- Už během turné v roce 2005 byla prezentována akustická verze prvního singlu z The Cosmos Rocks, „Say It's Not True“, napsaná Rogerem Taylorem pro Nelsona Mandelu. V roce 2007 vyšla u příležitosti Mezinárodního dne HIV/AIDS na singlu, jež byl k dispozici nejen v klasické edici, ale rovněž zdarma na internetu. Výtěžek z jeho prodeje byl věnován Mandelově organizaci 46664.
- Během amerického turné v roce 2006 byla uvedena skladba „Take Love“, kterou napsal Paul Rodgers. Na desce však není.
- Na sólovém turné Paula Rodgerse byla zahrána skladba „Warboys“.
- V dubnu 2008 byla v televizním pořadu Al Murray's Happy Hour veřejnosti představena skladba „C-lebrity“, která pak 8. září vyšla jako singl.
- Pouze v oficiálním internetovém Queen shopu byla do vydání desky k dostání speciální edice, která obsahovala i propagační předměty.

## Seznam skladeb
1. Cosmos Rockin'
2. Time To Shine
3. Still Burnin'
4. Small
5. Warboys (A Prayer For Peace)
6. We Believe
7. Call Me
8. Voodoo
9. Some Things That Glitter
10. C-lebrity
11. Through The Night
12. Say It's Not True
13. Surf's Up . . . School's Out !
14. Small reprise

Bonusové DVD
1. Reaching Out
2. Tie Your Mother Down
3. Fat Bottomed Girls
4. Another One Bites The Dust
5. Fire And Water
6. Crazy Little Thing Called Love
7. Teo Torriate
8. These Are The Days Of Our Lives
9. Radio Ga Ga
10. Can't Get Enough
11. I Was Born To Love You
12. All Right Now
13. We Will Rock You
14. We Are The Champions
15. God Save The Queen